# Bùi Tuấn (Tam Quốc)
Bùi Tuấn (tiếng Trung: 裴儁; bính âm: Pei Jun; ? - ?), tự Phụng Tiên (奉先), là quan viên nhà Quý Hán thời Tam Quốc trong lịch sử Trung Quốc.

## Cuộc đời
Bùi Tuấn quê ở huyện Văn Hỉ, quận Hà Đông, là con trai thứ của Thượng thư lệnh Bùi Mậu nhà Hán, em trai của Thượng thư lệnh Bùi Tiềm của Tào Ngụy.
Bùi Tuấn có anh rể làm trưởng sử trong đất Thục. Khoảng năm 190, Tuấn khi đó mới mười mấy tuổi, đi theo anh rể đến đất Thục du ngoạn, gặp phải thời buổi thiên hạ loạn lạc, đường đi bị Trương Lỗ phá hủy (191), không cách nào trở về. Sau khi Bùi Tuấn lớn lên, thanh danh được nhiều người biết đến, vì thế mà được tôn sùng.
Trong những năm niên hiệu Diên Hi (238 - 257), Bùi Tuấn giữ chức Quang lộc huân, phụ trách tuyển dụng quan lại cơ sở, địa vị trong triều còn cao hơn cả lão thần Đại tư nông Mạnh Quang.
Bùi Tuấn mất trước năm 263, không rõ năm nào.

## Gia đình
Bùi Việt (tiếng Trung: 裴越; ? - ?), tự Lệnh Tự (令绪), con trai của Bùi Tuấn, ban đầu giữ chứ đốc quân. Sau năm 263, bị áp giải đến Lạc Dương, phong làm nghị lang.

## Trong văn hóa
Bùi Tuấn không xuất hiện trong tiểu thuyết Tam quốc diễn nghĩa của La Quán Trung.

## Sàm Thừa
Sàm Thừa (tiếng Trung: 镡承; bính âm: Chán Chéng; ? - ?), tự Công Văn (公文), quê ở quận Quảng Hán, Ích Châu. Sàm Thừa nhiều lần đảm nhiệm quận thú, sau về triều nhậm chức Thiếu phủ, rồi Thái thường. Thừa dù có tư lịch thấp, nhưng địa vị, thanh danh trong triều cao hơn cả lão thần Mạnh Quang.